# Confine tra Burundi e Repubblica Democratica del Congo
Il confine tra il Burundi e la Repubblica Democratica del Congo ha una lunghezza di 236 km e va dal triplice confine con la Tanzania a sud, fino al triplice confine con il Ruanda a nord.

## Descrizione
Il tracciato si dirama in direzione sud-nord partendo dal triplice confine con la Tanzania posto sul Lago Tanganica e prosegue attraverso una linea mediana sul lago per circa 79 miglia, per raggiungere il talweg del Rusizi Rutoya (Petite Ruzizi) e in seguito il talweg del fiume Ruzizi per circa 58 miglia. Il tracciato termina al triplice confine con il Ruanda alla confluenza dei fiumi Rusizi e Ruhwa.

## Storia

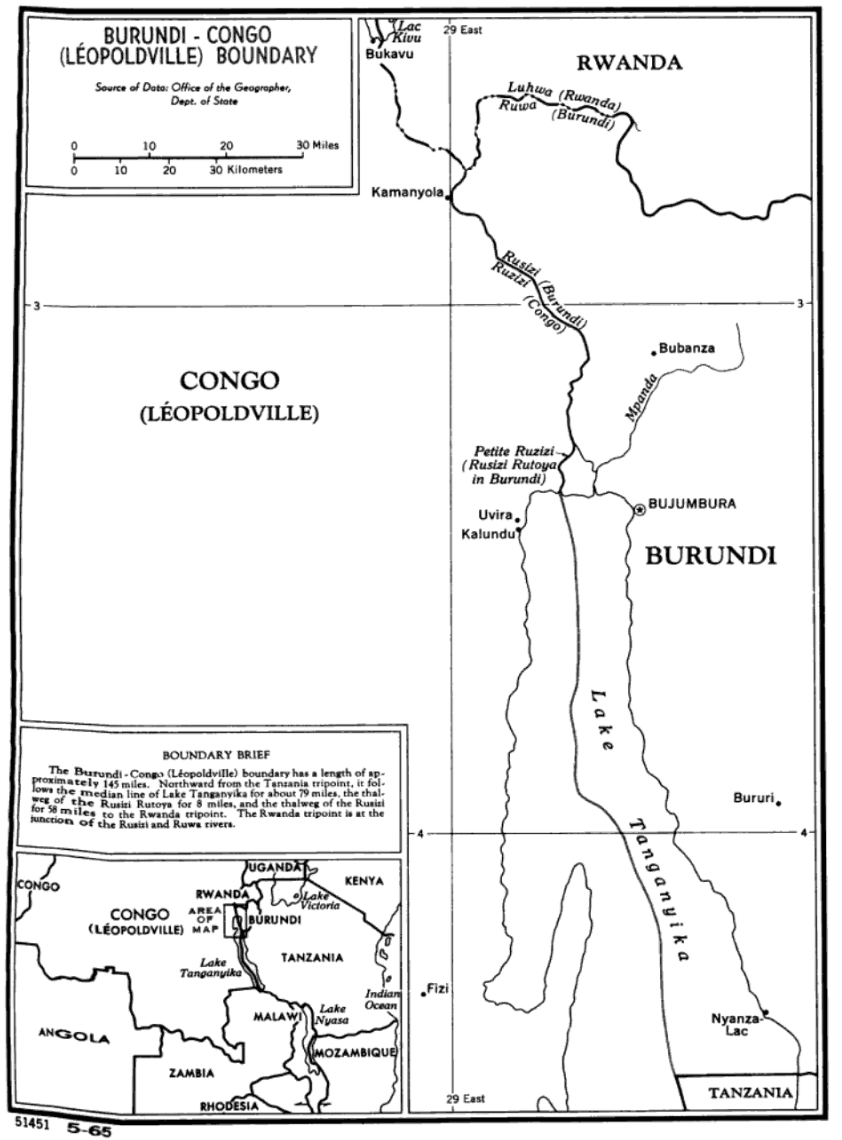
Mappa del confine tra il Burundi e la RD del Congo

Il confine emerse per la prima volta durante la Spartizione dell'Africa, in un periodo di intensa competizione tra le potenze europee nel tardo XIX secolo per il controllo dei territori africani. ll processo culminò nella Conferenza di Berlino del 1884, la quale riconobbe al re Leopoldo II del Belgio, che aveva sponsorizzato varie esplorazioni nella regione con il pretesto dell'umanitarismo, il titolo di capo di stato sovrano dell'Associazione internazionale del Congo, ribattezzato successivamente come Stato Libero del Congo.
Una dichiarazione dell'amministratore generale del Dipartimento degli affari esteri dello Stato libero del Congo affermò il 1º agosto 1885 che i limiti orientali dell'entità, che comprendeva il settore adiacente al Burundi, erano determinati verso sud dall'intersezione del 4º parallelo di latitudine nord con il 30º meridiano di longitudine est. Nella dichiarazione venivano posti in dettaglio i limiti territoriali tramite l'uso di paralleli e meridiani e venivano poste delle linee rette sia all'estremità settentrionale del lago Tanganica e che dal Lago Tanganica al Lago Mweru. Il limite delle aree adiacenti al Burundi fu ribadito in modo simile in una dichiarazione di neutralità dello Stato Libero del Congo nel dicembre 1894. L'11 agosto 1910, una convenzione sottoscritta dal Belgio e dalla Germania modificò i limiti precedentemente rivendicati dallo Stato libero del Congo e stabilì l'attuale confine tra Burundi e RD del Congo.
Tra il 1885 e la prima guerra mondiale, il Ruanda fu amministrato con il Burundi (ex Urund)i) e il Tanganica come parte dell'Africa orientale tedesca. Dopo la prima guerra mondiale, con la sconfitta tedesca, fu proclamato un mandato belga per il Ruanda-Urundi divenuto, dopo la seconda guerra mondiale, un'amministrazione fiduciaria belga. Sia il Ruanda che il Burundi divennero indipendenti il 1º luglio 1962; il Congo belga ottenne l'indipendenza (come Repubblica del Congo, in seguito ribattezzata Repubblica Democratica del Congo) il 30 giugno 1960.

## Attraversamento del confine
Il principale collegamento tra i due paesi è la strada che da Uvira (RD del Congo) va a Bujumbura (Burundi) attraverso la località burundese di Gatumba.